# Biebern
Biebern là một xã ở huyện Rhein-Hunsrück bang Rheinland-Pfalz, phía tây nước Đức.

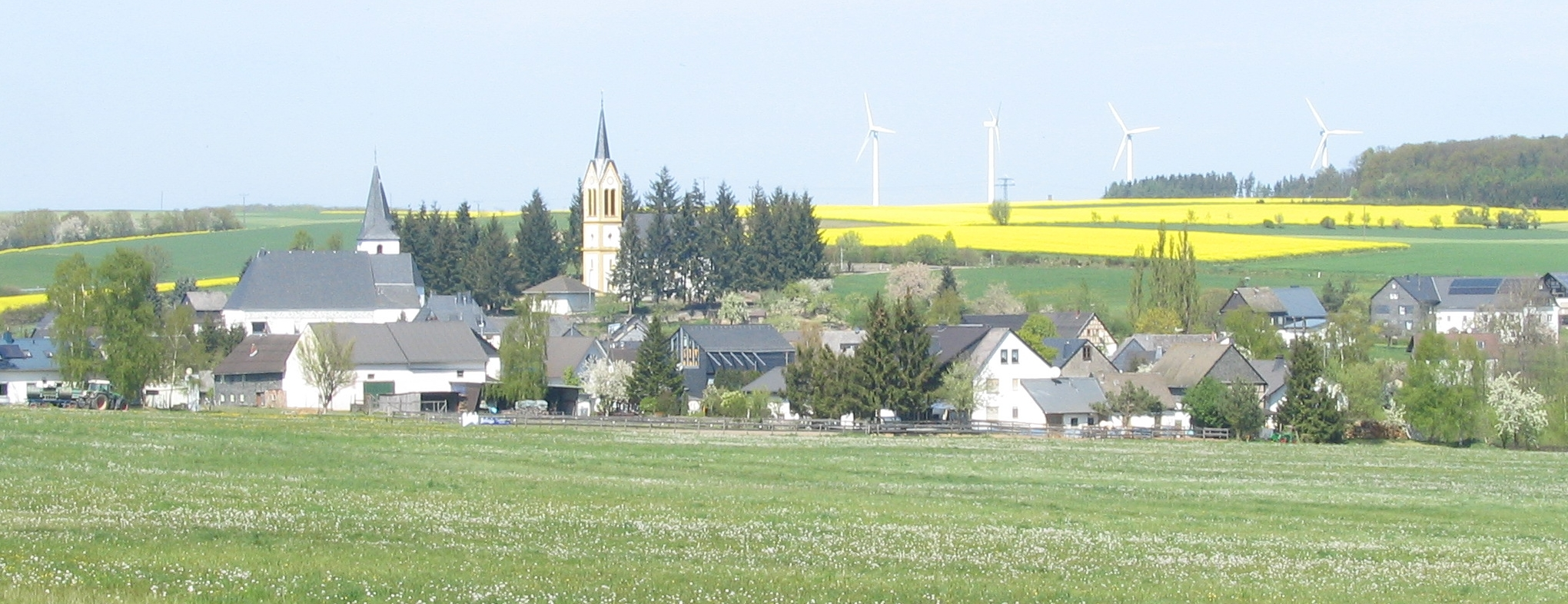
Biebern in Summer
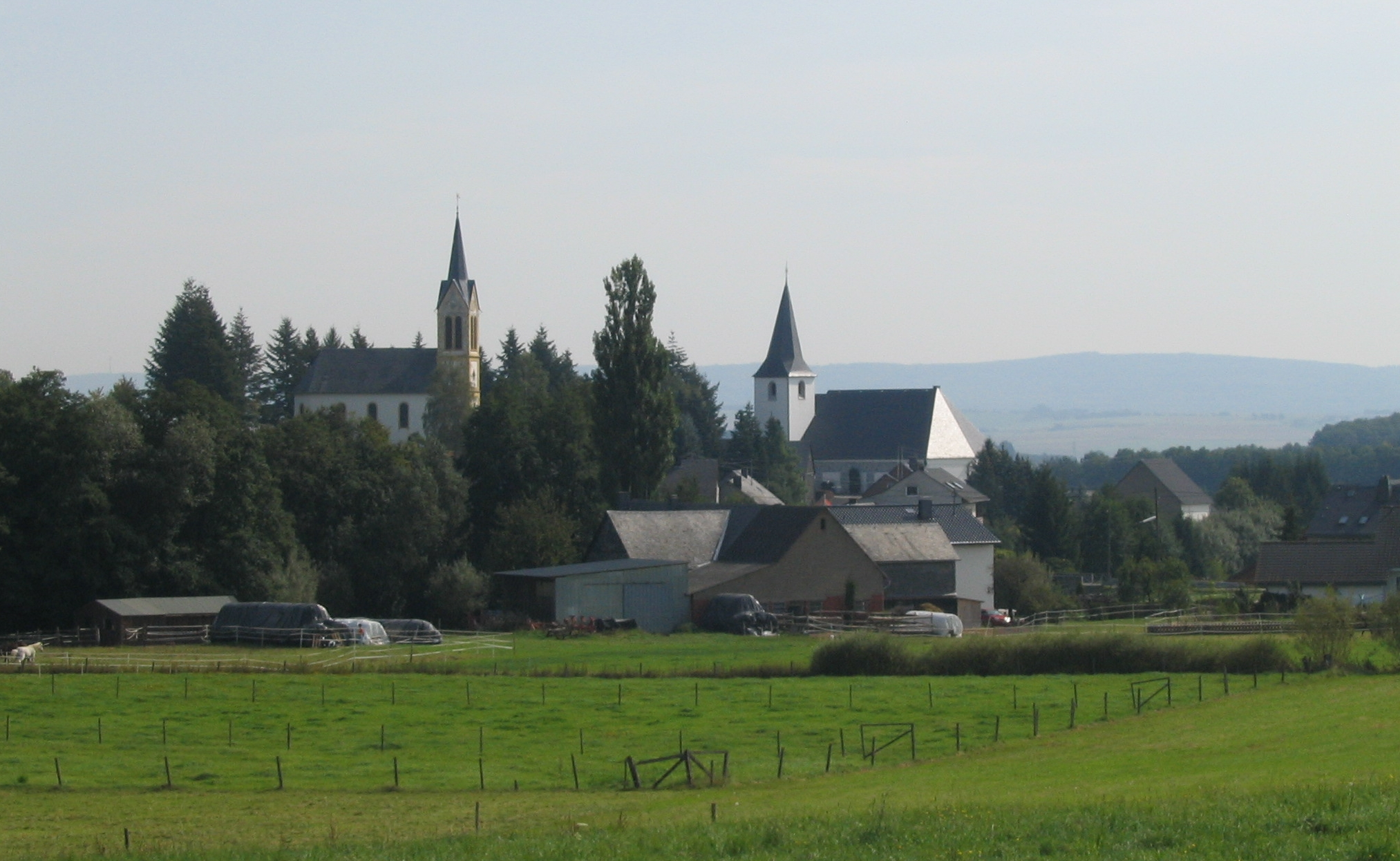
The Two Churches
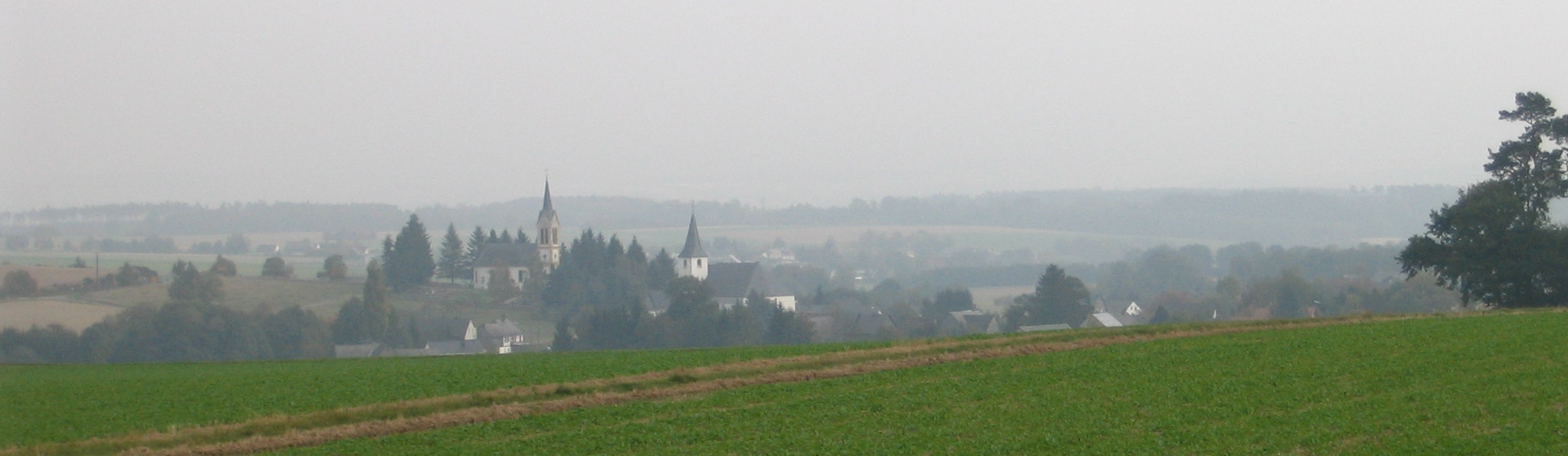
Biebertal
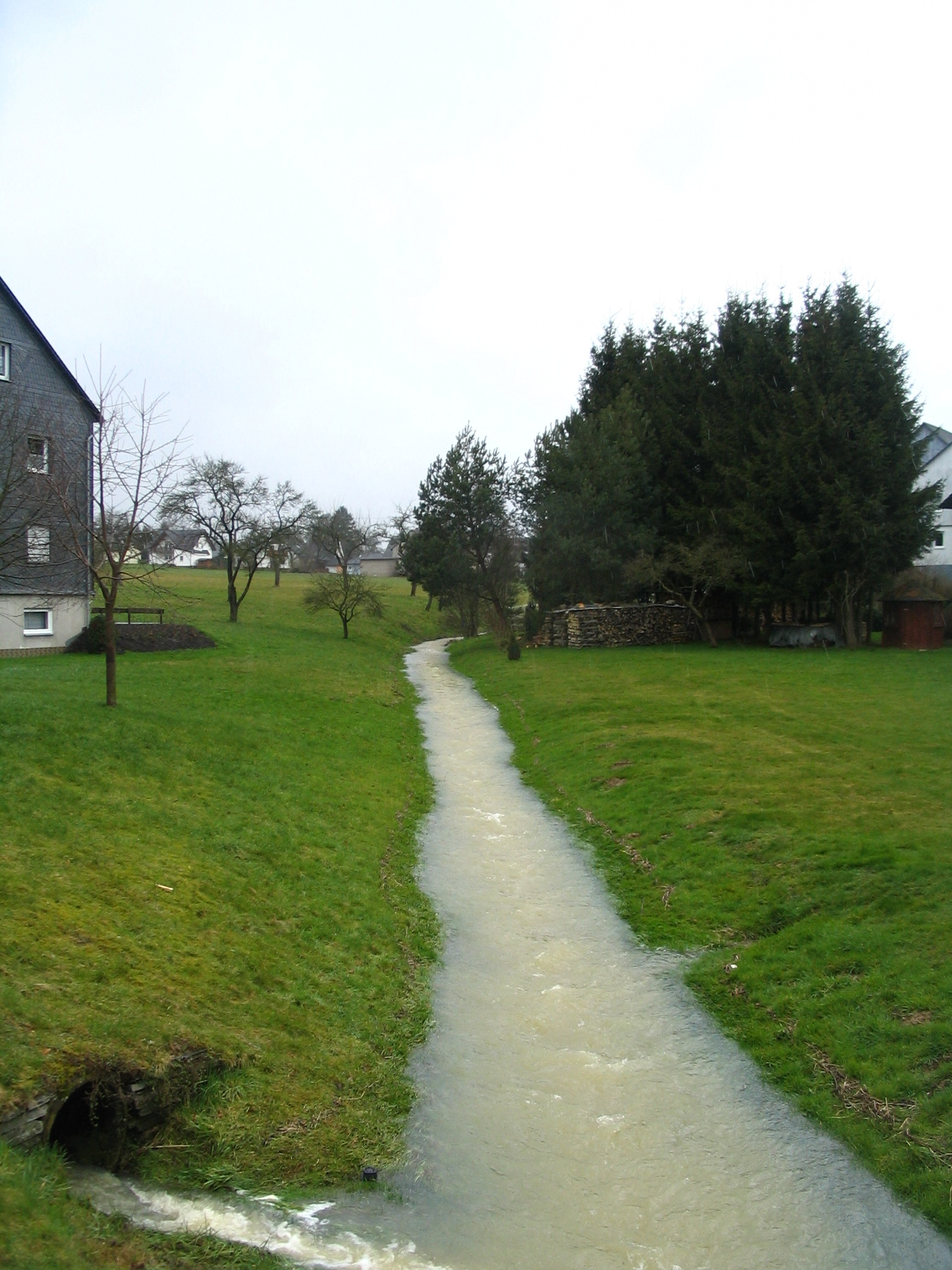
Bieberbach